# Amygdalops obtusus
Amygdalops obtusus är en tvåvingeart som beskrevs av Rohacek 2004. Amygdalops obtusus ingår i släktet Amygdalops och familjen sumpflugor. Inga underarter finns listade i Catalogue of Life.